# Geobotánica
La geobotánica, o fitogeografía, o geografía vegetal, es la "ciencia de la vegetación" que estudia la relación entre la vida vegetal y el medio terrestre, o, en otros términos, "la ciencia que estudia el hábitat de las plantas en la superficie terrestre". También estudia la distribución de los vegetales sobre la Tierra, analiza sus áreas de distribución y sus características así como las causas que las condicionan y las leyes a las que responde.
Rübel (1922) creó el término por no coincidir con los significados de geografía botánica o de ecología, pues su significado es mucho más amplio; así, Huguet del Villar (1929) divide la geobotánica en sineciología, fitoecología (ecología botánica), y fitogeografía (geografía botánica).
Hoy día podemos agrupar a la sineciología y a la fitoecología, en la fitosociología, que estudia las asociaciones vegetales.
Wiegleb (1989) definió a la geobotánica como "la ciencia cuyos objetivos son la descripción, interpretación y predicción de tipos de distribución de poblaciones y táxones vegetales en el espacio y en el tiempo".

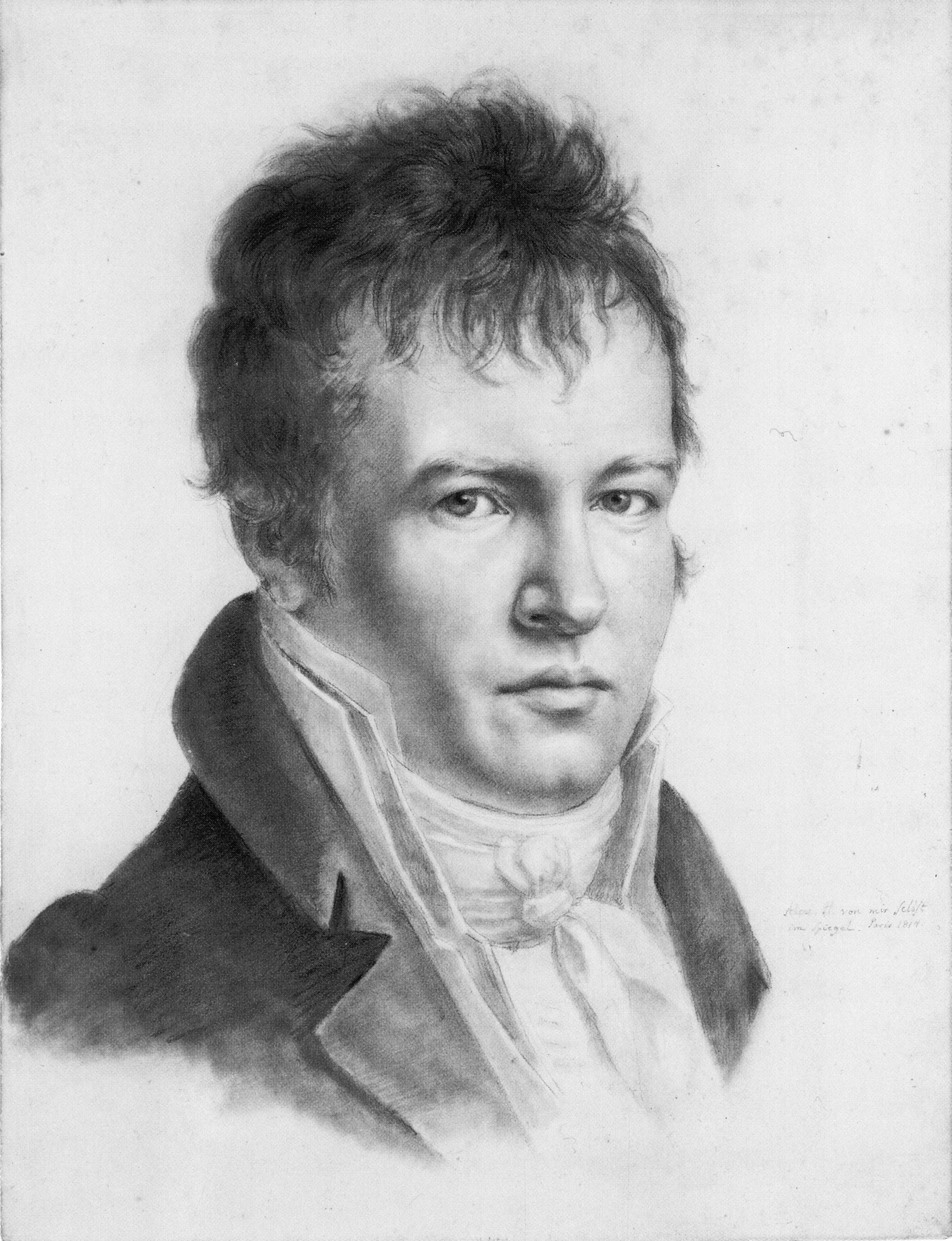
Alexander von Humboldt (1769-1859) considerado por los referentes como el "padre de la fitogeografía".

## Etimología
De geo, tierra y botánica, estudio de las plantas.

## Definición
La fitogeografía se define como una rama de la biogeografía, y ésta a su vez incorpora elementos de la biología y la geografía. Da cuenta de la relación entre la vida vegetal y el medio terrestre o la ciencia que estudia el hábitat de las plantas en la superficie terrestre. Esta ciencia tiene una doble dirección, la primera es la posibilidad de estudiar por una parte la estructura y biología de un manto vegetal, y por otra parte puede estudiar las especies que constituyen el poblamiento vegetal de un tipo de vegetación o de un determinado territorio.
Es importante conocer y distinguir las principales diferencias que existen entre flora y vegetación.  La flora hace referencia a las especies y su respectiva descripción taxonómica de los individuos que conforman la vegetación.
La vegetación en cambio hace referencia al resultado de causas actuales, sean geográficas o biológicas y engloba a su vez formas fisonómicas del poblamiento vegetal. Por lo tanto la vegetación corresponde al conjunto resultante de la disposición en el espacio de los diferentes tipos vegetales presentes en una determinada porción del territorio.
Dentro de las características que posee la vegetación en su relación con la geografía de un lugar, cabe destacar:
- Asimilador básico de la energía solar y por ende productor primario.
- Corresponde a la base de cualquier ecosistema.
- Es única ya que puede proporcionarse alimento y sustento a sí misma a partir de factores abióticos como lo es la energía solar.
- Permite establecer la relación entre los componentes bióticos y abióticos.
- Estabiliza los terrenos en pendientes.
- Permite la amortiguación, protección y la infiltración de las precipitaciones.
- Reduce el escurrimiento superficial.
- Retiene las precipitaciones al nivel de la carpeta herbácea.
- Retiene la humedad.
- Es componente del proceso de evapotranspiración.
- Regula las temperaturas.
- Hábitat de la fauna.

## Objetivos fundamentales de la geobotánica
- Composición, estructura y distribución espacial (Geobotánica estructural y anatómica de la vegetación), tanto en su vertiente cuantitativa como cualitativa.
- Función, productividad, ciclos biogeoquímicos (Geobotánica funcional).
- Factores mesológicos: clima, suelo, etc. (Ecología).
- Sucesión y ontogenia (Sindinámica).
- Origen, historia y transformaciones (Paleogeobotánica, Epiontología).
- Distribución territorial (Biogeografía o Corología).
- Clasificación y ordenación de comunidades vegetales.

## Integración con otras disciplinas
- Bioestadística,
- Biogeografía,
- Botánica,
- Ecología,
- Edafología,
- Geografía Física,
- Geología,
- Geografía humana, etc.

## Aplicaciones prácticas en otros campos
- Agricultura,
- Lucha contra la erosión,
- Praticultura,
- Silvicultura,
- Ordenación del territorio,
- Valoración del patrimonio natural, etc.